# Старомогилёвский
Старомогилёвский (адыг. Могилевскэжъыр) — хутор в Тахтамукайском муниципальном районе Республики Адыгея России. Входит в состав Шенджийского сельского поселения.

## Население
| 2002 | 2010 | 2013 | 2014 | 2015 | 2016 | 2017 |
| ---- | ---- | ---- | ---- | ---- | ---- | ---- |
| 35   | ↗39  | ↘36  | →36  | ↗42  | →42  | →42  |
| 2018 | 2019 | 2020 | 2021 | 2023 | 2024 |      |
| ↘39  | ↗43  | →43  | ↗45  | ↘44  | ↘43  |      |

По данным Всероссийской переписи населения 2021 года:
| Народ   | Численность, чел. | Доля от всего населения, % |
| ------- | ----------------- | -------------------------- |
| русские | 43                | 95,56 %                    |
| адыги   | 1                 | 2,22 %                     |
| греки   | 1                 | 2,22 %                     |
| всего   | 45                | 100,0 %                    |

## Улицы
- Будённого.